# Королевские полицейские силы Гренады
Королевские полицейские силы Гренады (англ. Royal Grenada Police Force) — гренадский правоохранительный орган, выполняющий также функции вооружённых сил.

## В колониальный и гейристский периоды
Полицейское ведомство на Гренаде было впервые учреждено британскими колониальными властями в 1853 году. В обязанность ему вменялось поддержание правопорядка на острове и пресечение морских разбоев. База гренадской полиции располагалось в крепости Форт-Джордж, впоследствии переименованной в Форт-Руперт.
С 1915 года полиция приняла форму Королевских полицейских сил Гренады (RGPF) со своим штандартом, поднятым над Форт-Джорджем. В 1923 были организованы полицейские участки в различных населённых пунктах Гренады, за пределами административного центра Сент-Джорджеса. Общее количество сотрудников составляло 92 человека.
За период с 1912 по 1974 — год провозглашения независимости Гренады — сменилось 20 начальников (шефов и комиссаров) гренадской полиции. За первые пять лет независимости премьер-министр Эрик Гейри сменил четырёх комиссаров. В условиях гейризма карательные функции в основном выполняла парамилитарная Банда мангустов. Характерно, что боевики-«мангусты», часто преступники-рецидивисты, активно сотрудничали с полицией в подавлении оппозиции.

## При правлении Нового движения ДЖУЭЛ
В марте 1979 года в результате государственного переворота к власти пришла марксистская партия Новое движение ДЖУЭЛ. Народно-Революционное Правительство Гренады во главе с Морисом Бишопом установило на острове режим типа «реального социализма».
RGPF были переименованы в Народно-революционную полицию (чаще употреблялось название Полицейская служба Гренады), штаб-квартира перенесена в другой район Сент-Джорджеса. Некоторые полицейские офицеры времён Гейри подверглись репрессиям. Однако этот процесс не принял широкого масштаба, многие профессионалы остались на полицейской службе. Функции свелись в основном к борьбе с мелким бытовым криминалом и регулированию дорожного движения. В то же время полиция выполняла подсобную роль при армейском Управлении специальных расследований (OSI), занимавшемся политическими репрессиями. Ряд арестов OSI совершался с формулировкой «по рекомендации полиции».
За четыре с половиной года правления Нового движения ДЖУЭЛ сменились пять начальников полиции. В 1981 году структуру возглавлял майор Ян Сент-Бернард, один из «12 апостолов» — высших силовиков режима.

## Современное состояние
В октябре 1983 года на Гренаде произошёл переворот, затем на остров высадились войска США и «пяти восточнокарибских демократий». Режим Нового движения ДЖУЭЛ был свергнут. Новая администрация Николаса Брэтуэйта расформировала прежнюю армию и милицию, но сохранила полицию. Было восстановлено прежнее название RGPF — поскольку Гренада относится к Британскому Содружеству и главой государства является королева Великобритании.
На полицию были вновь возложены функции поддержания правопорядка и обеспечения обороны острова. В середине апреля 1985 года, при консервативном правительстве Герберта Блейза, американские инструкторы завершили подготовку первого полицейского подразделения.
По состоянию на 2015 год, в RGPF числятся 900 сотрудников. Они несут ответственность за пресечение общеуголовной и организованной преступности, наркобизнеса, контрабанды, нелегальной иммиграции и нарушений законодательства о морском судоходстве. RGPF сотрудничают с Интерполом. На полицию возложена также противопожарная безопасность. Действует 15 полицейских участков. В ведении полиции находится национальная оборона Гренады.
Высшим руководителем RGPF является комиссар полиции Гренады. В 2008-2013 годах этот пост занимал майор Джеймс Кларксон, начинавший службу при Эрике Гейри и возглавлявший полицию в первые годы правления Мориса Бишопа. Его сменил майор Виллан Томпсон, с 2014 года исполняющий обязанности комиссара.